# Icosteidae
Icosteidae é uma família de peixes da subordem Icosteoidei.
Esta família é composta por um único género, Icosteus, e por uma única espécie, Icosteus aenigmaticus.